# 208P/McMillan
La comète McMillan, officiellement 208P/McMillan, est une comète périodique du système solaire, découverte le 19 octobre 2008 par Robert S. McMillan.